# کریگ کلاس
کریگ کلاس (انگلیسی: Craig Klass؛ زادهٔ june ۲۰, ۱۹۶۵ (۵۹ سال)) ورزشکار واترپلو اهل ایالات متحده آمریکا است.
وی در مسابقات کشوری و بین‌المللی در مجموع برندهٔ ۱ مدال نقره شده‌است.